# Christianskirkjan

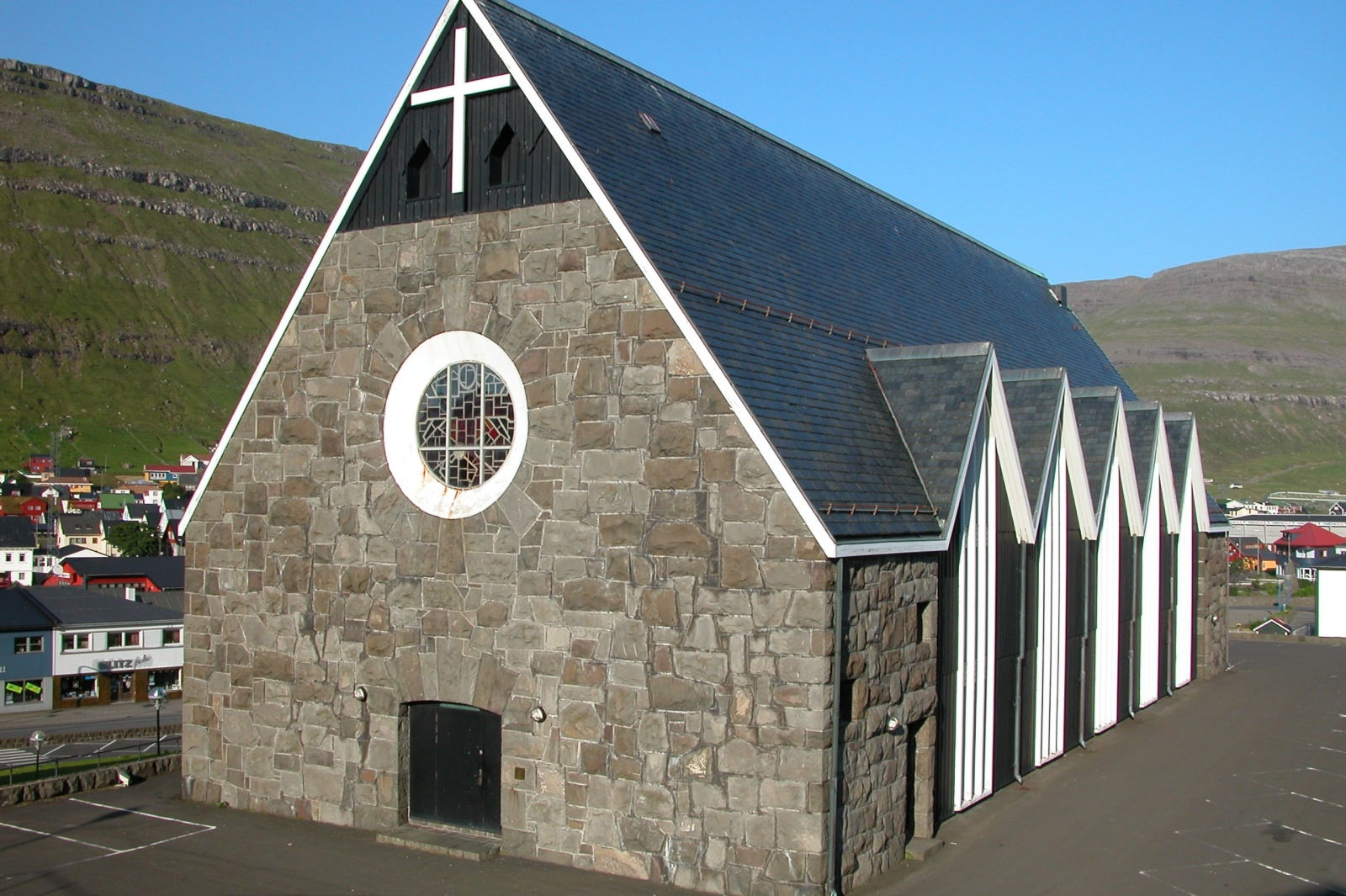
Die Christianskirche zu Klaksvík mit ihrem Rosettenfenster an der Eingangsseite.

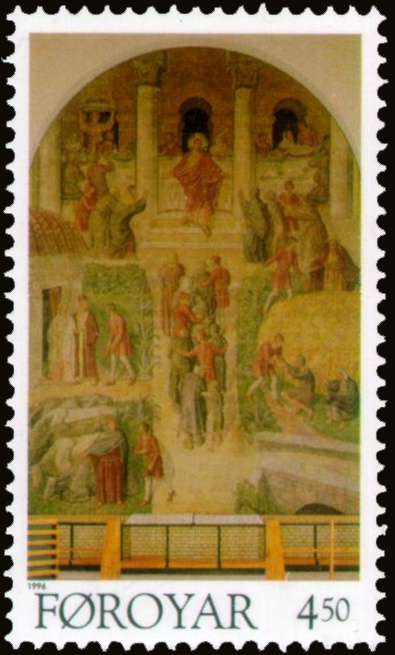
Das Altarbild auf einer Weihnachtsbriefmarke von 1996.

Christianskirkjan (Christianskirche) ist ein moderner Kirchenbau in Klaksvík, der zweitgrößten Stadt der Färöer. Sie wurde 1963 geweiht. Architekt war der Däne Peter Koch. Sein Bau gilt als eines der schönsten modernen Gebäude des Landes.
Zur Zeit der Erbauung der Kirche in Klaksvík erwachte das Interesse, eine kulturhistorische Grundlage für einen neuen färöischen Baustil zu schaffen, unter anderem durch Baumaterialien wie den heimischen Basalt und Holz sowie eine Renaissance der Grasdächer, als Alternative zu dem verbreiteten Gebrauch von Beton, der die Zeit nach dem Zweiten Weltkrieg kennzeichnete.
Vom Stil her erinnert die turmlose Christianskirche zu Klaksvík an die färöischen Holzkirchen, alte Wikingerhäuser oder färöische Bauernhöfe. Die Außenmauern sind aus Basaltquadern und die Längsseiten des Dachs von je fünf Giebeln unterbrochen, die große Fensterfronten einrahmen. Der Glockenturm steht etwas abseits der Kirche.
Das Kirchenschiff erhält sein besonderes Gepräge durch das mit sieben Metern Höhe dominierende Altarbild Das heilige Abendmahl. Das Gemälde bestand bereits lange Zeit vor der Kirche, und Peter Koch soll dieses Gemälde als Mittelpunkt gewählt haben, als er die Kirche entwarf. Es wurde von dem dänischen Kirchenmaler Joakim Skovgaard 1901 als Fresko für die Domkirche in Viborg in Dänemark geschaffen. Aufgrund von Feuchtigkeit in den Mauern der Domkirche bestand die Gefahr, dass das Kunstwerk zerstört werden könnte; daher wurde es 1910 auf Leinwand übertragen und ins Dänische Nationalmuseum gebracht, das es Koch dann für die Christianskirche zur Verfügung stellte.
Die Glasmalerei im Rosettenfenster wurde von der dänischen Künstlerin Ulrikke Marseen ausgeführt. Das Motiv ist Christus als die tragende Kraft der Welt. Dieses gotische Zitat erinnert an die Ruine des Magnusdoms in Kirkjubøur. Das Taufbecken besteht aus Granit und ist ebenfalls dänisch. Es ist etwa 4000 Jahre alt, war ursprünglich eine heidnische Opferschale, die aus einer Kirchenruine in Nordseeland stammt, und wurde der Kirche vom Nationalmuseum in Kopenhagen geschenkt.
Die Orgel hat 29 Register und wurde 1974 bei Jensen & Thomsen in Hillerød, Dänemark gebaut.
Oben unter den Dachbalken hängt ein Färöboot, ein áttamannafar (8er). Dies ist das letzte Boot, welches für den Pfarrhof in Viðareiði gebaut wurde. 1912 wurde das Boot nach Fugloy verkauft, und es war eines von den Booten, die am Tag vor Weihnachten 1913 zum Fischen auf See waren – dem unheilvollen Tag, an dem mehrere Boote verloren gingen, unter anderem Boote von Skarð. Alle erwachsenen Männer aus dem Dorf kamen in dieser Nacht auf See ums Leben.
In der Kirche hängen zwei Gedenktafeln, die eine berichtet, dass die Kirche dem Andenken der färöischen Fischer und Seeleute geweiht ist, die während der zivilen Seefahrt der Färöer im Zweiten Weltkrieg ihr Leben auf hoher See verloren, die andere, dass die Kirche zum Andenken an den dänischen König Christian X. gebaut worden ist und daher den Namen Christianskirche trägt.

## Eines der „sieben färöischen Wunder“
Zur Ólavsøka 2007 veranstaltete das färöische Fernsehen Sjónvarp Føroya einen landesweiten Wettbewerb über die „sieben färöischen Wunder“, bei dem die Zuschauer beliebige Vorschläge über besondere Bauten und andere Gegenstände machen konnten. Eine Rangfolge der acht Sieger (wegen Stimmengleichheit in einem Fall) wurde nicht bekannt gegeben, aber die Christianskirkjan gehört dazu. Die anderen sind das Kirchengestühl von Kirkjubøur, die Magnuskathedrale, das Haus des Nordens, Tinganes, der Norðoyatunnilin, die erste Flagge der Färöer in der Kirche von Fámjin und der Sitz der Reichsombudsschaft auf den Färöern (die letzten beiden mit Stimmengleichheit).